# Санту-Антониу-ду-Дескоберту
Санту-Антониу-ду-Дескоберту (порт. Santo Antônio do Descoberto) — муниципалитет в Бразилии, входит в штат Гояс. Составная часть мезорегиона Восток штата Гойяс. Находится в составе крупной городской агломерации. Входит в экономико-статистический микрорегион Энторну-ду-Дистриту-Федерал. Население составляет 78 995 человек на 2006 год. Занимает площадь 938,309 км². Плотность населения — 84,2 чел./км².

## Статистика
- Валовой внутренний продукт на 2003 год составляет 123 857 489,00 реалов (данные: Бразильский институт географии и статистики).
- Валовой внутренний продукт на душу населения на 2003 год составляет 1860,62 реалов (данные: Бразильский институт географии и статистики).
- Индекс развития человеческого потенциала на 2000 год составляет 0,709 (данные: Программа развития ООН).